# Pidosnic

Pidosnicul (Cerinthe minor), numit și somnoroasă, cerițică mică, adormită, ceara câmpului, cerișoară, iarbă de ceară, pedosnică, este o plantă anuală sau bisanuală din familia boraginacee, complet glabră, frecventă de la câmpie până în regiunea montană prin locuri înierbate, mărăcinișuri uscate, marginea pădurilor. Frunze bazale spatulate, adeseori cu pete albe caracteristice, care pot fi observate uneori și pe frunzele tulpinale, alungit eliptice, amplexicaule. Flori galbene, bracteolate, grupate în cincine laxe, terminale. Nucule concrescute câte 2, cenușii-negre.

## Descrierea

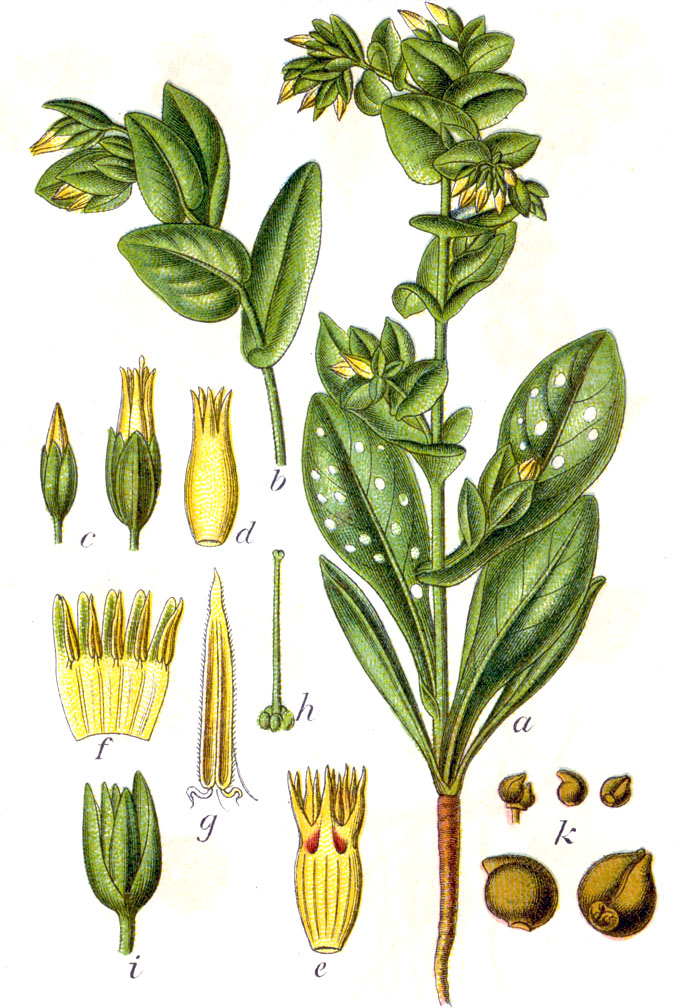
Pidosnic, ilustraţie

Este o plantă anuală sau bisanuală (rar perenă), înaltă de 20—50 (60) cm, cu rădăcină pivotată. Are tulpina erectă sau ascendentă, ramificată de la bază sau numai în partea superioară, cilindrică sau ușor muchiată, bogat foliată, glabră și glaucă. Frunze bazale sunt alungit ovate, spatulate, lungi de 8—10 (15) cm și late de 4—5 cm, în timpul înfloririi adeseori uscate. Frunze tulpinale alungit ovate, sesile, amplexicaule, lungi de 4—6 cm și late de 2—3 cm, cele din regiunea inflorescenței mai mici, toate glabre, mai mult sau mai puțin netede, la vârf obtuze sau ușor emarginate și prevăzute cu punctuațiuni albe sau violete, reprezentând soclurile perilor dispăruți.
Înflorește în iulie - iunie. Florile sunt galbene, solitare, dispuse în cincine, cu bractei mari și pediceli patenți. Caliciu 5-partit, cu lobi ovați, inegali, la vârf obtuzi, pe margini ciliați. Corolă tubuloasă, lungă de 10—14 mm, de 2 ori mai lungă decât caliciul, cu 5 dinți liniar lanceolați, drepți, la vârf ascuțiți și conivenți, la bază pe partea externă cu câte o maculă purpurie. Stamine sagitiforme, scurt pedicelate, cu antere galbene, mult mai lungi decât filamentele, prevăzute la bază cu 2 apendici filiformi.
Fructele sunt nucule concrescute câte 2, ovoidale, cu baza plană, la vârf acutiuscule, lungi de cca 3 mm, de culoare cenușie, cu  pete  negre,  mici.

## Habitatul
Se întâlnește în locuri uscate, pârloage, dărâmături, răzoare, mărăcinișuri, pe marginea drumurilor și a pădurilor, de la câmpie până în regiunea montană.

## Răspândirea
Crește în centrul și sudul Europei și în sud-vestul Asiei.
Este o plantă comună răspândită în întreaga Românie și în Republica Moldova.